# 2019 UN13
2019 UN13 — маленький околоземный астероид диаметром 1–2 метра. Хотя астероид находился на земном небе несколько месяцев, он был тусклее, чем предельная для обзора неба 24 звёздная величина до 29 октября 2019 года, когда астероид приблизился до расстояния 2 млн км от Земли. Объект был открыт 31 октября 2019 года, когда находился на высоте 6200 км над поверхностью Земли.
2011 CQ1, прошедший мимо Земли  4 февраля 2011 года, был единственным известным астероидом, чья номинальная орбита прошла ближе к поверхности Земли. Среди других астероидов, проходивших близко к Земле, можно упомянуть 2004 FU162, 2018 UA и 2019 AS5.
Вероятность столкновения астероида 2019 UN13 с Землёй существенно меньше, чем  у 2018 LA с Землёй. 

## Изменение орбиты
Вследствие тесного сближения с Землёй афелий орбиты стал выше: с 1,33 а. e. (внутри орбиты Марса) до 2,06 а.е. (близ внутреннего края пояса астероидов). До сближения астероид относился к группе атонов с большой полуосью орбиты менее 1 а.е., после сближения он перешёл в группу аполлонов с большой полуосью более 1 а.е.
|                                                | 2019      | 2020      |
| ---------------------------------------------- | --------- | --------- |
| Тип орбиты                                     | атон      | аполлон   |
| Перигелий (минимальное расстояние от Солнца)   | 0,64 а.е. | 0,83 а.е. |
| Большая полуось (среднее расстояние от Солнца) | 0,98 а.е. | 1,4 а.е.  |
| Афелий (максимальное расстояние от Солнца)     | 1,3 а.е.  | 2,0 а.е.  |
| Орбитальный период                             | 358 дней  | 637 дней  |

На новой орбите у 2019 UN13 перигелий будет находиться на расстоянии 0,83 а.е. от Солнца 15 декабря 2019 года. Если бы предыдущая орбита не испытывала возмущений, то перигелий был бы пройден в январе 2020 года.

## Будущее
Существует небольшая вероятность того, что астероид пройдёт на расстоянии 15 тыс. км от Марса 26 октября 2023 года
. Также есть 1 шанс из 3 миллионов, что астероид столкнётся с Землёй 1 ноября 2111 года.